# Danh sách loài họ Chó

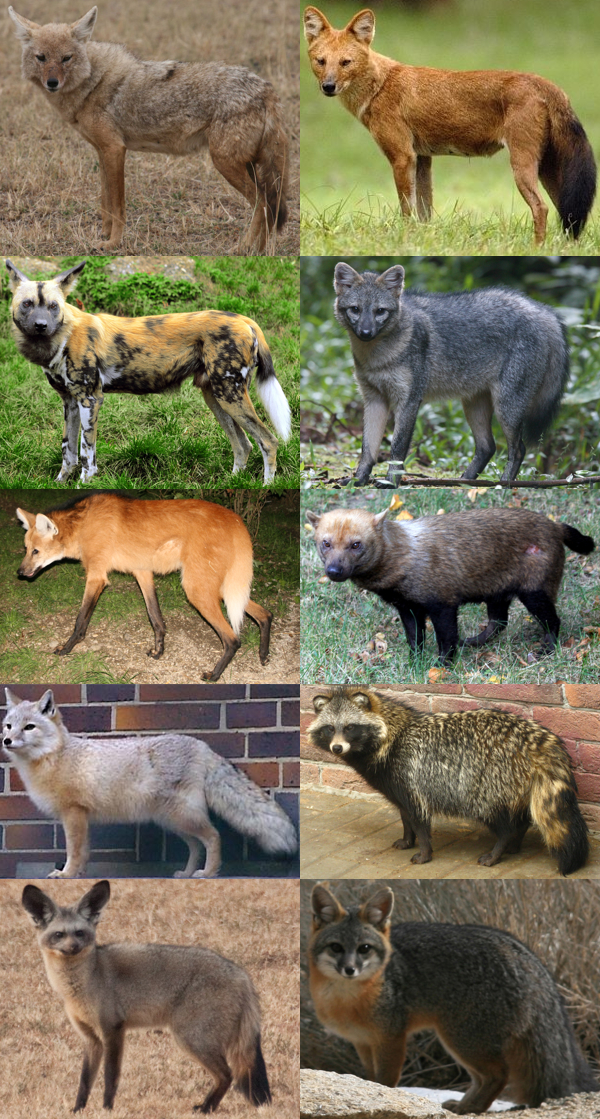
10 trong 13 chi họ Chó còn tồn tại, từ trái sang phải, từ trên xuống dưới: Canis, Cuon, Lycaon, Cerdocyon, Chrysocyon, Speothos, Vulpes, Nyctereutes, Otocyon, và Urocyon

Họ Chó (Canidae) là một họ thuộc Bộ Ăn thịt (Carnivora) nằm trong Lớp Thú (Mammalia), bao gồm chó nhà, sói xám, sói đồng cỏ, cáo, chó rừng, chó Dingo và nhiều loài thú dạng chó còn tồn tại và tuyệt chủng khác. Tất cả các loài còn tồn tại đều cùng thuộc một phân họ duy nhất, Caninae. Chúng được tìm thấy trên tất cả các châu lục ngoại trừ Nam Cực, nơi chúng đã đến một cách độc lập hoặc đi cùng với con người trong một khoảng thời gian dài. Các loài họ Chó có kích thước khác nhau, bao gồm cả đuôi, từ loài sói xám dài 2 mét (6 ft 7 in) đến cáo fennec dài 46 cm (18 in). Số lượng cá thể dao động từ cáo quần đảo Falkland, đã tuyệt chủng từ năm 1876, đến chó nhà, với hơn 1 tỷ cá thể trên toàn thế giới. Các dạng hình thái của các loài tương tự nhau, điển hình là có mõm dài, tai dựng đứng, răng thích nghi với việc bẻ xương và cắt thịt, chân dài và đuôi rậm. Hầu hết các loài là động vật xã hội, sống cùng nhau trong các đơn vị gia đình hoặc các nhóm nhỏ và hợp tác với nhau. Thông thường, chỉ có cặp ưu thế trong một nhóm sinh sản và một lứa con non được nuôi hàng năm trong hang dưới lòng đất. Các loài họ Chó giao tiếp bằng tín hiệu mùi hương và tiếng kêu. Ngoài ra, chó nhà đã bắt đầu cộng tác với con người ít nhất 14.000 năm trước và ngày nay vẫn là một trong những loài vật nuôi được nuôi phổ biến nhất.
Có 13 chi còn tồn tại và 37 loài được bao gồm chủ yếu trong hai tông: Canini, gồm 11 chi và 19 loài, chia tiếp thành phân tông Canina (chó dạng sói) và phân tông Cerdocyonina (cáo Nam Mỹ); và Vulpini (gồm chó dạng cáo), gồm 3 chi và 15 loài. Chi Urocyon không thuộc bất kỳ tông nào, gồm 2 loài, chủ yếu bao gồm cáo xám, và được cho là nhánh cơ sở của họ. Trong khi đó, chi Dusicyon thuộc tông Canini bao gồm 2 loài tuyệt chủng gần đây: cáo Nam Mỹ tuyệt chủng khoảng 400 năm trước và cáo quần đảo Falkland tuyệt chủng năm 1876.
Ngoài phân họ Caninae còn tồn tại, Họ Chó cũng bao gồm hai phân họ đã tuyệt chủng là Hesperocyoninae và Borophaginae. Một số loài đã tuyệt chủng cũng đã được xếp vào các chi thuộc Caninae. Ít nhất 80 loài thuộc Caninae đã được tìm thấy, cũng như hơn 70 loài thuộc Borophaginae và gần 30 loài trong Hesperocyoninae. Mặc dù vậy, do các nghiên cứu và khám phá vẫn đang tiếp diễn, số lượng và phân loại chưa chắc chính xác. Dấu vết loài họ Chó cổ nhất được biết cho đến nay thuộc Hesperocyoninae, và được cho là đã tách khỏi phân bộ Dạng chó (Caniformia) khoảng 37 triệu năm trước.

## Quy ước
Mã tình trạng bảo tồn được liệt kê tuân theo Sách đỏ các loài bị đe dọa của Liên minh Bảo tồn Thiên nhiên Quốc tế (IUCN). Bản đồ phân bố được đính kèm nếu có thông tin. Khi không có thông tin về bản đồ phân bố, sẽ được thay thế bằng mô tả về phạm vi môi trường hoạt động của loài. Vùng phân bố dựa trên danh sách đỏ IUCN cho loài đó trừ khi có ghi chú khác. Tất cả các loài hoặc phân loài đã tuyệt chủng được liệt kê cùng với các loài còn tồn tại đã tuyệt chủng sau năm 1500 và được biểu thị bằng biểu tượng thập tự "".

## Phân loại
Họ Chó gồm 37 loài còn tồn tại thuộc 12 chi, và được chia tiếp thành 194 phân loài, cũng như là chi tuyệt chủng Dusicyon, bao gồm 2 loài đã tuyệt chủng, và 13 phân loài sói xám đã tuyệt chủng, là loài duy nhất đã tuyệt chủng kể từ thời tiền sử. Danh sách này không bao gồm các loài lai (như là chó sói lai hay coywolf) hoặc các loài tuyệt chủng từ thời tiền sử (như Aenocyon dirus hay chi Epicyon).Các nghiên cứu phân tử hiện đại chỉ ra rằng 13 chi có thể được nhóm lại thành 3 tông hay nhánh.
Phân họ Caninae
- Tông Canini (chó thực sự)
  - Phân tông Canina (chó dạng sói)
    - Chi Canis: 6 loài
    - Chi Cuon: 1 loài
    - Chi Lupulella: 2 loài
    - Chi Lycaon: 1 loài

  - Phân tông Cerdocyonina (cáo Nam Mỹ)
    - Chi Atelocynus: 1 loài
    - Chi Cerdocyon: 1 loài
    - Chi Chrysocyon: 1 loài
    - Chi Dusicyon: 2  loài
    - Chi Lycalopex: 6 loài
    - Chi Speothos: 1 loài
- Tông Vulpini (cáo thực sự)
  - Chi Nyctereutes: 2 loài
  - Chi Otocyon: 1 loài
  - Chi Vulpes: 12 loài
- Chi Urocyon (cáo xám): 2 loài

## Danh sách họ Chó
Phân loại sau đây dựa trên phân loại của Mammal Species of the World (2005), cùng với các đề xuất bổ sung được chấp nhận rộng rãi kể từ khi sử dụng phân tích phát sinh chủng loại phân tử, chẳng hạn như tách sói vàng châu Phi khỏi chó rừng lông vàng thành một loài riêng biệt, và tách chi Lupulella ra khỏi Canis. Bản đồ phạm vi dựa trên dữ liệu phạm vi của IUCN. Có một số đề xuất bổ sung đang bị tranh cãi, chẳng hạn như việc tách sói đỏ Bắc Mỹ và sói phương Đông ra khỏi sói xám thành một loài riêng biệt, được đánh dấu bằng thẻ "(tranh cãi)".

### Phân họ Chó (Caninae)

#### Tông Chó (Canini)
| Tên thông thường | Tên khoa học và phân loài                                                 | Phân bố                            | Kích thước và môi trường sống | Tình trạng bảo tồn và số lượng ước tính |
| ---------------- | ------------------------------------------------------------------------- | ---------------------------------- | --- | --------------------------------------- |
| Chó tai ngắn     | A. microtis (Cabrera, 1940) 2 phân loài - A. m. microtis - A. m. sclateri | Rừng nhiệt đới Tây Amazon ở Nam Mỹ | Kích thước: dài 72–100 cm (28–39 in), cộng đuôi 24–35 cm (9–14 in) Môi trường sống: Đất ngập nước, rừng và xavan Thức ăn: Cá, côn trùng và động vật có vú nhỏ, cũng như trái cây, chim và cua | NT · Không rõ                           |

| Tên thông thường   | Tên khoa học và phân loài | Phân bố                         | Kích thước và môi trường sống | Tình trạng bảo tồn và số lượng ước tính |
| ------------------ | --- | ------------------------------- | --- | --------------------------------------- |
| Sói vàng châu Phi  | C. lupaster Hemprich & Ehrenberg, 1832 6 phân loài - C. l. algirensis (sói Algeria) - C. l. anthus (sói Senegal) - C. l. bea (sói Serengeti) - C. l. lupaster (sói Ai Cập) - C. l. riparius (sói Somali) - C. l. soudanicus (sói Variegated) | Bắc và đông bắc châu Phi        | Kích thước: dài 100 cm (39 in), cộng đuôi 20 cm (8 in) Môi trường sống: Đồng cỏ, cây bụi và xavan Thức ăn: Lợn rừng và gia súc, cũng như các loài động vật có vú và trái cây khác                                           | LC · Không rõ                           |
| Sói đồng cỏ        | C. latrans Say, 1823 19 phân loài - C. l. cagottis (Sói đồng cỏ Mexico) - C. l. clepticus (Sói đồng cỏ San Pedro Martir) - C. l. dickeyi (Sói đồng cỏ El Salvador) - C. l. frustor (Sói đồng cỏ Đông Nam) - C. l. goldmani (Sói đồng cỏ Belize) - C. l. hondurensis (Sói đồng cỏ Honduras) - C. l. impavidus (Sói đồng cỏ Durango) - C. l. incolatus (Sói đồng cỏ miền Bắc) - C. l. jamesi (Sói đồng cỏ đảo Tiburón) - C. l. latrans (Sói đồng cỏ đồng bằng) - C. l. lestes (Sói đồng cỏ núi) - C. l. mearnsi (Sói đồng cỏ Mearns) - C. l. microdon (Sói đồng cỏ Lower Rio Grande) - C. l. ochropus (Sói đồng cỏ Thung lũng California) - C. l. peninsulae (Sói đồng cỏ Peninsula) - C. l. texensis (Sói đồng cỏ đồng bằng Texas) - C. l. thamnos (Sói đồng cỏ Đông Bắc) - C. l. umpquensis (Sói đồng cỏ bờ biển Tây Bắc) - C. l. vigilis (Sói đồng cỏ Colima) | Bắc Mỹ                          | Kích thước: dài 100–135 cm (39–53 in), cộng đuôi 40 cm (16 in) Môi trường sống: Rừng, sa mạc, cây bụi và đồng cỏ Thức ăn: Nhiều loại thức ăn, bao gồm cả động vật có vú nhỏ và lớn, trái cây và côn trùng                   | LC · 1 triệu+                           |
| Chó nhà            | C. familiaris Linnaeus, 1758 | Toàn cầu                        | Kích thước: Khác nhau tùy theo giống Môi trường sống: Đã thuần hóa Thức ăn: Đa dạng | NE · 1 triệu                            |
| Sói Ethiopia       | C. simensis Rüppell, 1840 2 phân loài - C. s. citernii (Sói Nam Ethiopia) - C. s. simensis (Sói Bắc Ethiopia) | Cao nguyên Ethiopia             | Kích thước: dài 84–100 cm (33–39 in), cộng đuôi 27–40 cm (11–16 in) Môi trường sống: Đất ngập nước nội địa, đồng cỏ, cây bụi và vùng đá Thức ăn: Các loài gặm nhấm, cũng như động vật có vú nhỏ                             | EN · 200                                |
| Chó rừng lông vàng | C. aureus Linnaeus, 1758 7 phân loài - C. a. aureus (Chó rừng lông vàng Persia) - C. a. cruesemanni (Chó rừng lông vàng Siamese) - C. a. ecsedensis (Chó rừng lông vàng Pannonia) - C. a. indicus (Chó rừng lông vàng Ấn Độ) - C. a. moreoticus (Chó rừng lông vàng châu Âu) - C. a. naria (Chó rừng lông vàng Sri Lanka) - C. a. syriacus (Chó rừng lông vàng Syria) | Đông Âu, Trung Đông và Nam Á    | Kích thước: dài 60–132 cm (24–52 in), cộng đuôi 20–30 cm (8–12 in) Môi trường sống: Rừng, đồng cỏ, cây bụi và xavan Thức ăn: Nhiều loại thực phẩm, bao gồm động vật có vú từ nhỏ đến lớn, chim, cá, trái cây và côn trùng   | LC · Không rõ, nhưng ít nhất 150.000    |
| Sói xám            | C. lupus · Linnaeus, 1758 · 37 phân loài - C. l. albus (Sói đài nguyên) - C. l. alces (Sói xám Bán đảo Kenai) - C. l. arabs (Sói Ả Rập) - C. l. arctos (Sói Bắc Cực) - C. l. baileyi (Sói Mexico) - C. l. beothucus (Sói Newfoundland) - C. l. bernardi (Sói Bernard) - C. l. campestris (Sói thảo nguyên) - C. l. chanco (Sói Mông Cổ/Sói Himalaya) - C. l. columbianus (Sói British Columbia) - C. l. crassodon (Sói đảo Vancouver) - C. l. cristaldii (Sói Sicilia) - C. l. floridanus (Sói đen Florida) - C. l. fuscus (Sói núi Cascade) - C. l. gregoryi (Sói Gregory) - C. l. griseoalbus (Sói Manitoba) - C. l. hattai (Sói Ezo) - C. l. hodophilax (Sói Nhật Bản) - C. l. hudsonicus (Sói vịnh Hudson) - C. l. irremotus (Sói núi Bắc Rockey) - C. l. italicus (Sói Ý) (tranh cãi) - C. l. labradorius (Sói Labrador) - C. l. ligoni (Sói quần đảo Alexander) - C. l. lupus (Sói Á Âu) - C. l. lycaon (Sói phương đông) (tranh cãi) - C. l. mackenzii (Sói sông Mackenzie) - C. l. manningi (Sói đảo Baffin) - C. l. mogollonensis (Sói núi Mogollon) - C. l. monstrabilis (Sói Texas) - C. l. nubilus (Sói bình nguyên Bắc Mỹ) - C. l. orion (Sói Greenland) - C. l. pallipes (Sói Ấn Độ) - C. l. pambasileus (Sói Nội địa Alaska) - C. l. rufus (Sói đỏ Bắc Mỹ) (tranh cãi) - C. l. signatus (Sói Iberia) (tranh cãi) - C. l. tundrarum (Sói đài nguyên Alaska) - C. l. youngi (Sói núi Rocky Nam) | Đại lục Á Âu và phía bắc Bắc Mỹ | Kích thước: dài 105–160 cm (41–63 in), cộng đuôi 29–50 cm (11–20 in) Môi trường sống: Rừng, sa mạc, vùng đá, cây bụi, đồng cỏ và đất ngập nước Thức ăn: Động vật móng guốc lớn, cũng như động vật nhỏ, xác thối và quả mọng | LC · 300.000                            |

| Tên thông thường | Tên khoa học và phân loài                                                                                               | Phân bố                 | Kích thước và môi trường sống | Tình trạng bảo tồn và số lượng ước tính |
| ---------------- | --- | ----------------------- | --- | --------------------------------------- |
| Cáo ăn cua       | C. thous (Linnaeus, 1766) 5 phân loài - C. t. aquilus - C. t. azarae - C. t. entrerianus - C. t. germanus - C. t. thous | Miền đông và bắc Nam Mỹ | Kích thước: dài 64 cm (25 in), cộng đuôi 28 cm (11 in) Môi trường sống: Rừng, xavan, cây bụi, đồng cỏ và đất ngập nước nội địa Thức ăn: Cua và côn trùng, cũng như động vật gặm nhấm, chim, rùa, trứng, trái cây và xác thối | LC · Không rõ                           |

| Tên thông thường | Tên khoa học và phân loài     | Phân bố           | Kích thước và môi trường sống | Tình trạng bảo tồn và số lượng ước tính |
| ---------------- | ----------------------------- | ----------------- | --- | --------------------------------------- |
| Sói bờm          | C. brachyurus (Illiger, 1815) | Miền trung Nam Mỹ | Kích thước: dài 100–130 cm (39–51 in), cộng đuôi 45 cm (18 in) Môi trường sống: Rừng, đất ngập nước, đồng cỏ, cây bụi và xavan Thức ăn: Trái cây, động vật chân đốt và động vật có xương sống vừa và nhỏ | NT · 17.000                             |

| Tên thông thường | Tên khoa học và phân loài | Phân bố    | Kích thước và môi trường sống | Tình trạng bảo tồn và số lượng ước tính |
| ---------------- | --- | ---------- | --- | --------------------------------------- |
| Sói lửa          | C. alpinus (Pallas, 1811) 3 phân loài - C. a. alpinus (Sói lửa Ussuri) - C. a. hesperius (Sói lửa Thiên Sơn) - C. a. sumatrensis (Sói lửa Sumatra) | Động Nam Á | Kích thước: dài 90 cm (35 in), cộng đuôi 40–45 cm (16–18 in) Môi trường sống: Rừng, đồng cỏ và cây bụi Thức ăn: Động vật móng guốc, cũng như gặm nhấm nhỏ và thỏ rừng | EN · 1.000–2.200                        |

| Tên thông thường      | Tên khoa học và phân loài  | Phân bố                        | Kích thước và môi trường sống                                              | Tình trạng bảo tồn và số lượng ước tính |
| --------------------- | -------------------------- | ------------------------------ | -------------------------------------------------------------------------- | --------------------------------------- |
| Cáo quần đảo Falkland | D. australis (Kerr, 1792)  | Quần đảo Falkland ở mũi Nam Mỹ | Kích thước: Không rõ Môi trường sống: Đồng cỏ và cây bụi Thức ăn: Không rõ | EX · 0                                  |
| Cáo Nam Mỹ            | D. avus (Burmeister, 1866) | Miền nam Nam Mỹ                | Kích thước: Không rõ Môi trường sống: Đồng cỏ và cây bụi Thức ăn: Không rõ | EX · 0                                  |

| Tên thông thường  | Tên khoa học và phân loài | Phân bố                   | Kích thước và môi trường sống | Tình trạng bảo tồn và số lượng ước tính |
| ----------------- | --- | ------------------------- | --- | --------------------------------------- |
| Chó rừng lưng đen | L. mesomelas (Schreber, 1775) 2 phân loài - L. m. mesomelas (Chó rừng lưng đen Cape) - L. m. schmidti (Chó rừng lưng đen Đông Phi) | Miền nam và đông châu Phi | Kích thước: dài 60–95 cm (24–37 in), cộng đuôi 16–40 cm (6–16 in) Môi trường sống: Bãi triều ven biển, rừng, sa mạc, đồng cỏ, cây bụi và xavan Thức ăn: Động vật có vú nhỏ đến trung bình và chim                                                     | LC · Không rõ                           |
| Chó rừng vằn hông | L. adustus (Sundevall, 1847) 7 phân loài - L. a. adustus (Chó rừng vằn hông Sundevall) - L. a. bweha - L. a. centralis - L. a. grayi - L. a. kaffensis (Chó rừng vằn hông Kaffa) - L. a. lateralis - L. a. notatus (Chó rừng vằn hông Đông Phi) | Trung Phi                 | Kích thước: dài 69–81 cm (27–32 in), cộng đuôi 30–41 cm (12–16 in) Môi trường sống: Rừng, cây bụi, xavan, đồng cỏ và đất ngập nước Thức ăn: Động vật có vú nhỏ đến trung bình và trái cây có kích thước nhỏ, cũng như chim, côn trùng, cỏ và xác thối | LC · 3 triệu                            |

| Tên thông thường   | Tên khoa học và phân loài | Phân bố                                          | Kích thước và môi trường sống | Tình trạng bảo tồn và số lượng ước tính |
| ------------------ | --- | ------------------------------------------------ | --- | --------------------------------------- |
| Cáo culpeo         | L. culpeo (Molina, 1782) 6 phân loài - L. c. andinus - L. c. culpaeus - L. c. lycoides - L. c. magellanicus - L. c. reissii - L. c. smithersi | Miền tây Nam Mỹ                                  | Kích thước: dài 95–132 cm (37–52 in), cộng đuôi 32–44 cm (13–17 in) Môi trường sống: Rừng, vùng đá, đồng cỏ, cây bụi và xavan Thức ăn: Động vật gặm nhấm và thỏ, cũng như gia súc và lạc đà Guanaco               | LC · Không rõ                           |
| Cáo Darwin         | L. fulvipes (Martin, 1837) | Các khu vực bị giới hạn ở miền nam Chile         | Kích thước: dài 48–59 cm (19–23 in), cộng đuôi 18–26 cm (7–10 in) tail Môi trường sống: Rừng và cây bụi Thức ăn: Động vật có vú nhỏ, côn trùng, cua và trái cây                                                   | EN · 600-2.500                          |
| Cáo hoa râm        | L. vetulus (Lund, 1842) | Phía nam miền trung Brazil                       | Kích thước: dài 49–71 cm (19–28 in), cộng đuôi 25–38 cm (10–15 in) Môi trường sống: Xavan Thức ăn: Côn trùng, cũng như các loài gặm nhấm nhỏ, chim, bò sát và trái cây                                            | LC · Không rõ                           |
| Cáo đồng cỏ Nam Mỹ | L. gymnocercus (Waldheim, 1814) 5 phân loài - L. g. antiquus - L. g. domeykoanus - L. g. gracilis - L. g. gymnocercus - L. g. maulinicus      | Miền nam Nam Mỹ                                  | Kích thước: dài 51–74 cm (20–29 in), cộng đuôi 25–41 cm (10–16 in) tail Môi trường sống: Rừng, cây bụi và xavan Thức ăn: Gặm nhấm nhỏ, thỏ rừng, chim, côn trùng và trái cây, cũng như xác thối                   | LC · Không rõ                           |
| Cáo sa mạc Sechura | L. sechurae (Thomas, 1900) | Sa mạc Sechura ở tây nam Ecuador và tây bắc Peru | Kích thước: dài 50–78 cm (20–31 in), cộng đuôi 27–34 cm (11–13 in) Môi trường sống: Rừng, sa mạc, đồng cỏ và cây bụi Thức ăn: Trái cây và hạt, cũng như gặm nhấm nhỏ, chim, bò sát, côn trùng, bọ cạp và xác thối | NT · 15.000                             |
| Cáo xám Nam Mỹ     | L. griseus (Gray, 1837) | Miền nam Nam Mỹ                                  | Kích thước: dài 50–66 cm (20–26 in), cộng đuôi 12–34 cm (5–13 in) Môi trường sống: Rừng, đồng cỏ và cây bụi Thức ăn: Gặm nhấm nhỏ, thỏ rừng và xác thối                                                           | LC · Không rõ                           |

| Tên thông thường   | Tên khoa học và phân loài | Phân bố                                                                               | Kích thước và môi trường sống | Tình trạng bảo tồn và số lượng ước tính |
| ------------------ | --- | ------------------------------------------------------------------------------------- | --- | --------------------------------------- |
| Chó hoang châu Phi | L. pictus (Temminck, 1820) 5 phân loài - L. p. lupinus (Chó hoang Đông Phi) - L. p. manguensis (Chó hoang Tây Phi) - L. p. pictus (Chó hoang Cape) - L. p. sharicus (Chó hoang Chad) - L. p. somalicus (Chó hoang Somali) | Phân bố rải rác ở châu Phi. Vùng tồn tại màu đỏ; khu vực có thể còn tồn tại màu vàng. | Kích thước: dài 76–112 cm (30–44 in), cộng đuôi 30–42 cm (12–17 in) Môi trường sống: Rừng, đồng cỏ, cây bụi, xavan và sa mạc Thức ăn: Linh dương cỡ trung bình | EN · 1.400                              |

| Tên thông thường | Tên khoa học và phân loài | Phân bố         | Kích thước và môi trường sống | Tình trạng bảo tồn và số lượng ước tính |
| ---------------- | --- | --------------- | --- | --------------------------------------- |
| Chó lông rậm     | S. venaticus (Lund, 1842) 3 phân loài - S. v. panamensis (Chó lông rậm Panama) - S. v. venaticus (Chó lông rậm Nam Mỹ) - S. v. wingei (Chó lông rậm miền Nam) | Miền bắc Nam Mỹ | Kích thước: dài 57–75 cm (22–30 in), cộng đuôi 12–15 cm (5–6 in) Môi trường sống: Cây bụi, rừng, đồng cỏ và xavan Thức ăn: Động vật có vú vừa và nhỏ, cũng như chim, bò sát và trái cây | NT · 15.000                             |

#### Tông Cáo (Vulpini)
| Tên thông thường  | Tên khoa học và phân loài | Phân bố                                                                                        | Kích thước và môi trường sống | Tình trạng bảo tồn và số lượng ước tính                               |
| ----------------- | --- | ---------------------------------------------------------------------------------------------- | --- | --------------------------------------------------------------------- |
| Lửng chó          | N. procyonoides (Gray, 1834) 4 phân loài - N. p. procyonoides (Lửng chó Trung Quốc) - N. p. koreensis (Lửng chó Triều Tiên) - N. p. orestes (Lửng chó Vân Nam) - N. p. ussuriensis (Lửng chó Ussuri) | Đông Á lục địa, du nhập vào Trung và Đông Âu (lưu ý: bản đồ bao gồm phạm vi của N. viverrinus) | Kích thước: dài 49–71 cm (19–28 in), cộng đuôi 15–23 cm (6–9 in) Môi trường sống: Rừng, đồng cỏ và cây bụi Thức ăn: Côn trùng, gặm nhấm, động vật lưỡng cư, chim, cá và bò sát, cũng như trái cây, quả hạch và quả mọng | LC · Không rõ, nhưng ít nhất 1,5 triệu ở các trang trại nuôi lấy lông |
| Lửng chó Nhật Bản | N. viverrinus (Temminck, 1838) | Nhật Bản                                                                                       | Kích thước: dài 49–71 cm (19–28 in), cộng đuôi 15–23 cm (6–9 in) Môi trường sống: Rừng, đồng cỏ và cây bụi Thức ăn: Côn trùng, gặm nhấm, động vật lưỡng cư, chim, cá và bò sát, cũng như trái cây, quả hạch và quả mọng | NE Không rõ                                                           |

| Tên thông thường | Tên khoa học và phân loài                                                     | Phân bố                   | Kích thước và môi trường sống | Tình trạng bảo tồn và số lượng ước tính |
| ---------------- | ----------------------------------------------------------------------------- | ------------------------- | --- | --------------------------------------- |
| Cáo tai dơi      | O. megalotis (Desmarest, 1822) 2 phân loài - O. m. megalotis - O. m. virgatus | Miền nam và đông châu Phi | Kích thước: dài 46–61 cm (18–24 in), cộng đuôi 23–34 cm (9–13 in) Môi trường sống: Đồng cỏ, cây bụi và xavan Thức ăn: Mối máy gặt cũng như các loài động vật chân đốt khác | LC · Không rõ                           |

| Tên thông thường  | Tên khoa học và phân loài | Phân bố                                   | Kích thước và môi trường sống | Tình trạng bảo tồn và số lượng ước tính |
| ----------------- | --- | ----------------------------------------- | --- | --------------------------------------- |
| Cáo tuyết Bắc Cực | V. lagopus (Linnaeus, 1758) 5 phân loài - V. l. lagopus (Cáo tuyết Bắc Cực thông thường) - V. l. beringensis (Cáo tuyết Bắc Cực đảo Bering) - V. l. foragoapusis (Cáo tuyết Bắc Cực Greenland) - V. l. fuliginosus (Cáo tuyết Bắc Cực Iceland) - V. l. pribilofensis (Cáo tuyết Bắc Cực đảo Pribilof) | Vùng Bắc Cực ở Bắc Mỹ và đại lục Á Âu     | Kích thước: dài 50–75 cm (20–30 in), cộng đuôi 25–43 cm (10–17 in) Môi trường sống: Đồng cỏ Thức ăn: Chuột Lemming, cũng như các loài gặm nhấm, chim và tuần lộc                                                           | LC · Không rõ                           |
| Cáo Bengal        | V. bengalensis (Shaw, 1800) | Ấn Độ                                     | Kích thước: dài 39–58 cm (15–23 in), cộng đuôi 25–32 cm (10–13 in) Môi trường sống: Đồng cỏ và cây bụi Thức ăn: Động vật chân đốt, động vật gặm nhấm, bò sát, trái cây và chim                                             | LC · Không rõ                           |
| Cáo Blanford      | V. cana Blanford, 1877 | Trung Đông và Trung Á                     | Kích thước: dài 34–47 cm (13–19 in), cộng đuôi 26–36 cm (10–14 in) Môi trường sống: Sa mạc và vùng đá Thức ăn: Trái cây và côn trùng                                                                                       | LC · Không rõ                           |
| Cáo Cape          | V. chama (A Smith, 1833) | Nam Phi                                   | Kích thước: dài 45–61 cm (18–24 in), cộng đuôi 25–41 cm (10–16 in) tail Môi trường sống: Vùng đá, đồng cỏ, cây bụi và xavan Thức ăn: Trái cây và côn trùng                                                                 | LC · 20.000                             |
| Cáo corsac        | V. corsac (Linnaeus, 1768) 3 phân loài - V. c. corsac - V. c. kalmykorum - V. c. turkmenicus | Trung Á                                   | Kích thước: dài 45–60 cm (18–24 in), cộng đuôi 19–34 cm (7–13 in) tail Môi trường sống: Sa mạc, đồng cỏ và cây bụi Thức ăn: Côn trùng và gặm nhấm nhỏ                                                                      | LC · Không rõ                           |
| Cáo fennec        | V. zerda (Zimmermann, 1780) | Bắc Phi                                   | Kích thước: dài 33–40 cm (13–16 in), cộng đuôi 13–23 cm (5–9 in) tail Môi trường sống: Sa mạc và ven biển/trên triều (supratidal) Thức ăn: Gặm nhấm, côn trùng, chim, trứng, và thỏ                                        | LC · Không rõ                           |
| Cáo nhỏ Bắc Mỹ    | V. macrotis Merriam, 1888 2 phân loài - V. m. macrotis - V. m. mutica (Cáo nhỏ Bắc Mỹ San Joaquin) | Miền tây Bắc Mỹ                           | Kích thước: dài 46–54 cm (18–21 in), cộng đuôi 25–34 cm (10–13 in) tail Môi trường sống: Cây bụi, xavan và đồng cỏ Thức ăn: Gặm nhấm, thỏ, động vật không xương sống, chim, thằn lằn, và rắn                               | LC · Không rõ                           |
| Cáo lông nhạt     | V. pallida (Cretzschmar, 1827) 5 phân loài - V. p. cyrenaica - V. p. edwardsi - V. p. harterti - V. p. oertzeni - V. p. pallida | Thượng Trung Phi                          | Kích thước: dài 38–55 cm (15–22 in), cộng đuôi 23–29 cm (9–11 in) tail Môi trường sống: Sa mạc, đồng cỏ, cây bụi và xavan Thức ăn: Thực vật và quả mọng, cũng như gặm nhấm, bò sát và côn trùng                            | LC · 10.000–100.000                     |
| Cáo Rüppell       | V. rueppellii (Schinz, 1825) | Bắc Phi và Trung Đông                     | Kích thước: dài 35–56 cm (14–22 in), cộng đuôi 25–39 cm (10–15 in) tail Môi trường sống: Sa mạc, cây bụi và ven biển/trên triều Thức ăn: Động vật có vú nhỏ, thằn lằn, chim và côn trùng, cũng như trái cây và quả mọng    | LC · Không rõ                           |
| Cáo đỏ            | V. vulpes (Linnaeus, 1758) 44 phân loài - V. v. abietorum (Cáo British Columbia) - V. v. alascensis (Cáo Bắc Alaska) - V. v. alpherakyi (Cáo Đông Ngoại Kavkaz) - V. v. anatolica (Cáo Tiểu Á) - V. v. arabica (Cáo đỏ Ả Rập) - V. v. atlantica (Cáo Atlas) - V. v. bangsi (Cáo Labrador) - V. v. barbara (Cáo Barbary) - V. v. beringiana (Cáo Anadyr) - V. v. cascadensis (Cáo đỏ Cascade) - V. v. caucasica (Cáo Bắc Kavkaz) - V. v. crucigera (Cáo châu Âu) - V. v. daurica (Cáo Ngoại Baikal) - V. v. deletrix (Cáo Newfoundland) - V. v. dolichocrania (Cáo Ussuri) - V. v. dorsalis - V. v. lavescens (Cáo Turkmen) - V. v. fulvus (Cáo đỏ Mỹ) - V. v. harrimani (Cáo đỏ Afghan) - V. v. hoole (Cáo Hoa Nam) - V. v. ichnusae (Cáo Sardinia) - V. v. indutus (Cáo Síp) - V. v. jakutensis (Cáo Yakutsk) - V. v. japonica (Cáo Nhật Bản) - V. v. karagan (Cáo Karaganka) - V. v. kenaiensis (Cáo Kenai Peninsula) - V. v. kurdistanica (Cáo Ngoại Kavkaz) - V. v. macroura (Cáo núi Wasatch) - V. v. montana (Cáo đồi) - V. v. necator (Cáo đỏ Sierra Nevada) - V. v. niloticus (Cáo sông Nin) - V. v. ochroxantha (Cáo Turkest) - V. v. palaestina (Cáo Palestin) - V. v. peculiosa (Cáo triều Tiên) - V. v. pusilla (Cáo chân trắng) - V. v. regalis (Cáo bình nguyên phương Bắc) - V. v. rubricosa (Cáo Nova Scotia) - V. v. schrencki (Cáo Sakhalin) - V. v. silacea (Cáo Iberia) - V. v. splendidissima (Cáo Quần đảo Kuril) - V. v. stepensis (Cáo đỏ Steppe) - V. v. tobolica (Cáo Tobol) - V. v. tschiliensis (Cáo Hoa Bắc) - V. v. vulpes (Cáo đỏ Scandinavia) | Bắc Mỹ, châu Âu, châu Á và Úc             | Kích thước: dài 62–72 cm (24–28 in), cộng đuôi 40 cm (16 in) tail Môi trường sống: Cây bụi, đồng cỏ, đầm lầy nội địa, rừng và sa mạc Thức ăn: Gặm nhấm nhỏ, cũng như chim, động vật có vú lớn hơn, bò sát, côn trùng và cá | LC · Không rõ                           |
| Cáo chạy nhanh    | V. velox (Say, 1823) | Đồng cỏ phía tây của Bắc Mỹ               | Kích thước: dài 48–54 cm (19–21 in), cộng đuôi 25–34 cm (10–13 in) tail Môi trường sống: Đồng cỏ Thức ăn: Thỏ, chuột, sóc đất, chim, côn trùng và thằn lằn, cũng như cỏ và trái cây                                        | LC · Không rõ                           |
| Cáo cát Tây Tạng  | V. ferrilata Hodgson, 1842 | Cao nguyên ở Nepal và phía tây Trung Quốc | Kích thước: dài 49–70 cm (19–28 in), cộng đuôi 22–29 cm (9–11 in) tail Môi trường sống: Sa mạc, vùng đá, đồng cỏ và cây bụi Thức ăn: Thỏ cộc pika, cũng như xác thối và các động vật có vú nhỏ khác                        | LC · Không rõ                           |

#### ChiUrocyon
| Tên thông thường | Tên khoa học và phân loài | Phân bố                       | Kích thước và môi trường sống | Tình trạng bảo tồn và số lượng ước tính |
| ---------------- | --- | ----------------------------- | --- | --------------------------------------- |
| Cáo xám          | U. cinereoargenteus (Schreber, 1775) 16 phân loài - U. c. borealis - U. c. californicus - U. c. cinereoargenteus - U. c. costaricensis - U. c. floridanus - U. c. fraterculus - U. c. furvus - U. c. guatemalae - U. c. madrensis - U. c. nigrirostris - U. c. ocythous - U. c. orinomus - U. c. peninsularis - U. c. scottii - U. c. townsendi - U. c. venezuelae | Bắc Mỹ và Trung Mỹ            | Kích thước: dài 53–66 cm (21–26 in), cộng đuôi 28–44 cm (11–17 in) Môi trường sống: Rừng và cây bụi Thức ăn: Thỏ, chuột đồng, chuột chù và chim, cũng như côn trùng và trái cây                                | LC · Không rõ                           |
| Cáo đảo          | U. littoralis (Baird, 1857) 6 phân loài - U. l. catalinae - U. l. clementae - U. l. dickeyi - U. l. littoralis - U. l. santacruzae - U. l. santarosae | Quần đảo Channel (California) | Kích thước: dài 46–63 cm (18–25 in), cộng đuôi 12–32 cm (5–13 in) Môi trường sống: Bãi triều ven biển, rừng, đồng cỏ và cây bụi Thức ăn: Trái cây, côn trùng, chim, trứng, cua, thằn lằn và động vật có vú nhỏ | NT · 4.000                              |

## Các loài họ Chó tiền sử
Ngoài các loài họ Chó còn tồn tại, một số loài tiền sử đã được phát hiện và phân loại là một phần của họ Chó. Nghiên cứu phát sinh loại hình thái và phân tử đã xếp chúng vào phân họ Caninae còn tồn tại cũng như các phân họ đã tuyệt chủng Hesperocyoninae và Borophaginae. Trong Caninae, các loài tiền sử đã được xếp vào cả các chi còn tồn tại và các chi đã tuyệt chủng riêng biệt.
Phân loại các loài họ Chó đã tuyệt chủng được chấp nhận rộng rãi chủ yếu dựa trên nghiên cứu về Hesperocyoninae của Xiaoming Wang, người phụ trách mảng thú trên cạn tại Bảo tàng Lịch sử Tự nhiên Quận Los Angeles, và nghiên cứu về Borophaginae và Caninae của Wang và các nhà động vật học Richard H. Tedford và Beryl E .Taylor. Các loài và phân loại được liệt kê dưới đây dựa trên các công trình này; các trường hợp ngoại lệ do các loài được mô tả gần đây hơn cũng được liệt kê với các chú thích. Không phải tất cả các phân loại này đều được chấp nhận rộng rãi và các phân loại thay thế cho các loài được ghi chú bên dưới. Khi có thông tin, khoảng thời gian gần đúng mà một loài còn tồn tại được đưa ra trong hàng triệu năm trước tính từ hiện tại (Mya), dựa trên dữ liệu từ Cơ sở dữ liệu Cổ sinh vật học (Paleobiology Database). Tất cả các loài được liệt kê đã tuyệt chủng; trong đó một chi, phân tông hoặc tông trong Caninae chỉ bao gồm các loài đã tuyệt chủng và được biểu thị bằng dấu thập tự "".

### Phân họ Chó (Caninae)
- Tông Canini
  - Phân tông Canina
    - Chi Aenocyon (1.8–0.012 Mya)
      - A. dirus (1.8–0.012 Mya)

    - Chi Canis
      - C. antonii

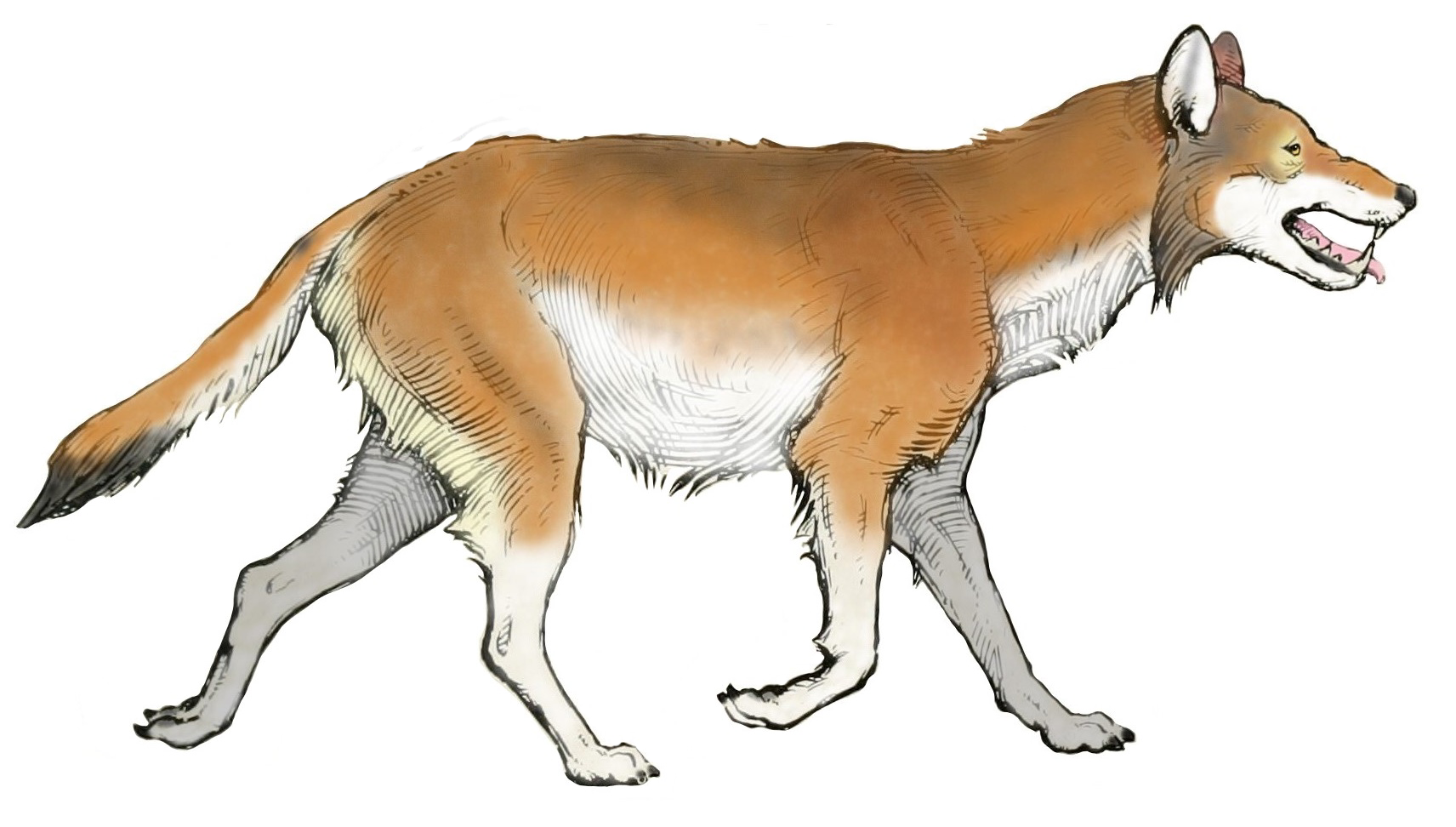
Phục hình A. dirus

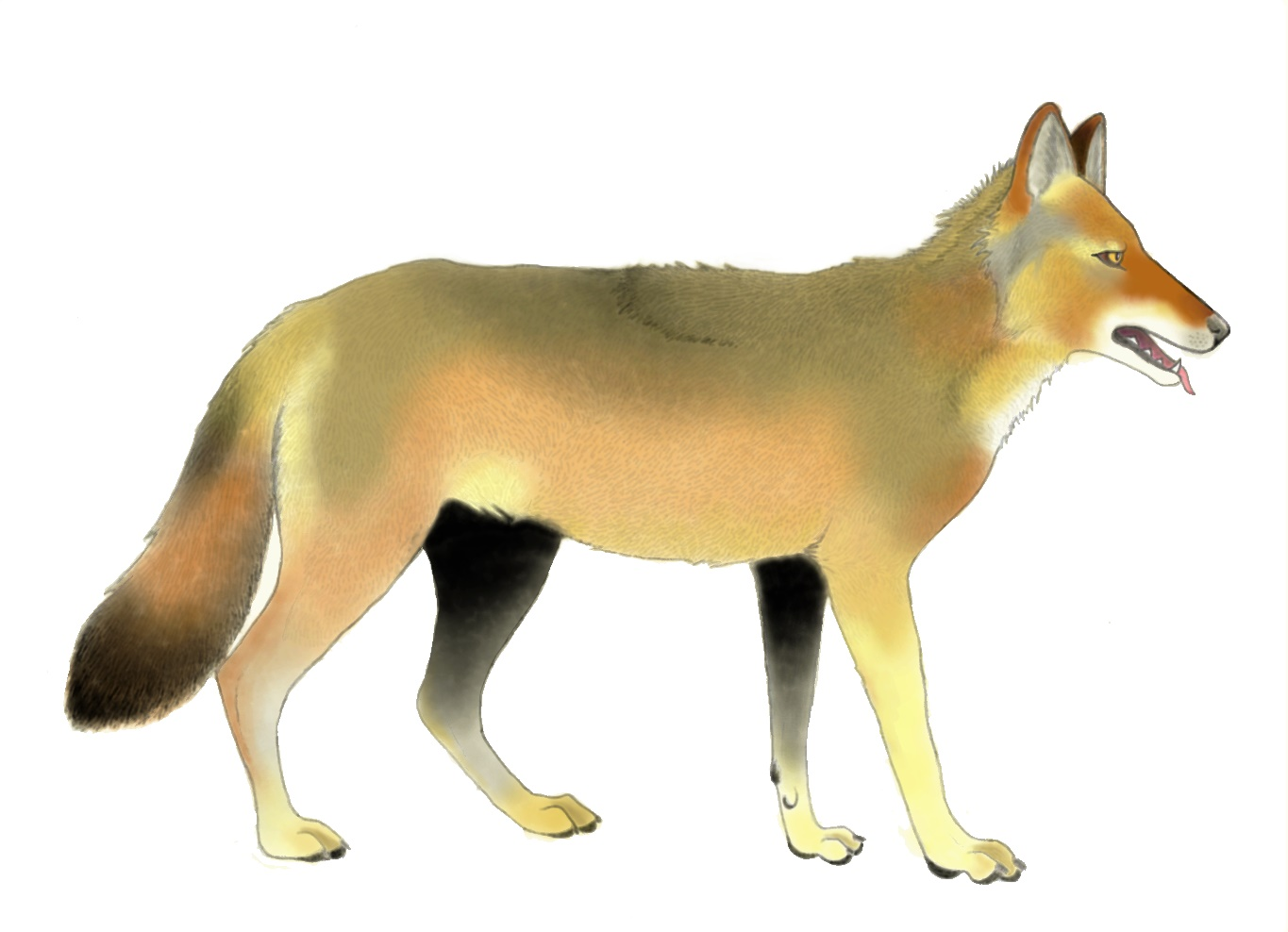
Phục hình C. arnensis (chó sông Arno)

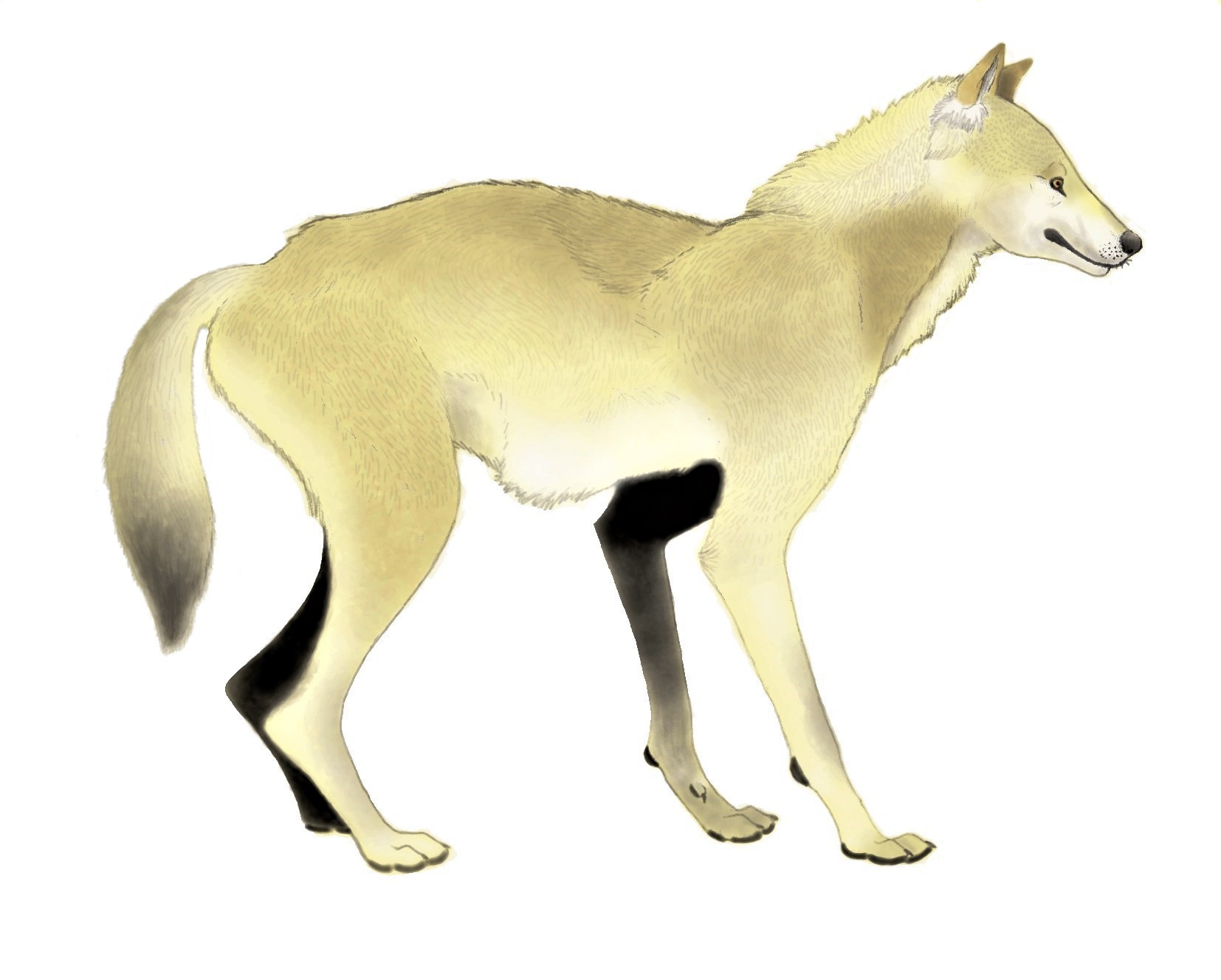
Phục hình C. etruscus (sói Etrusca)

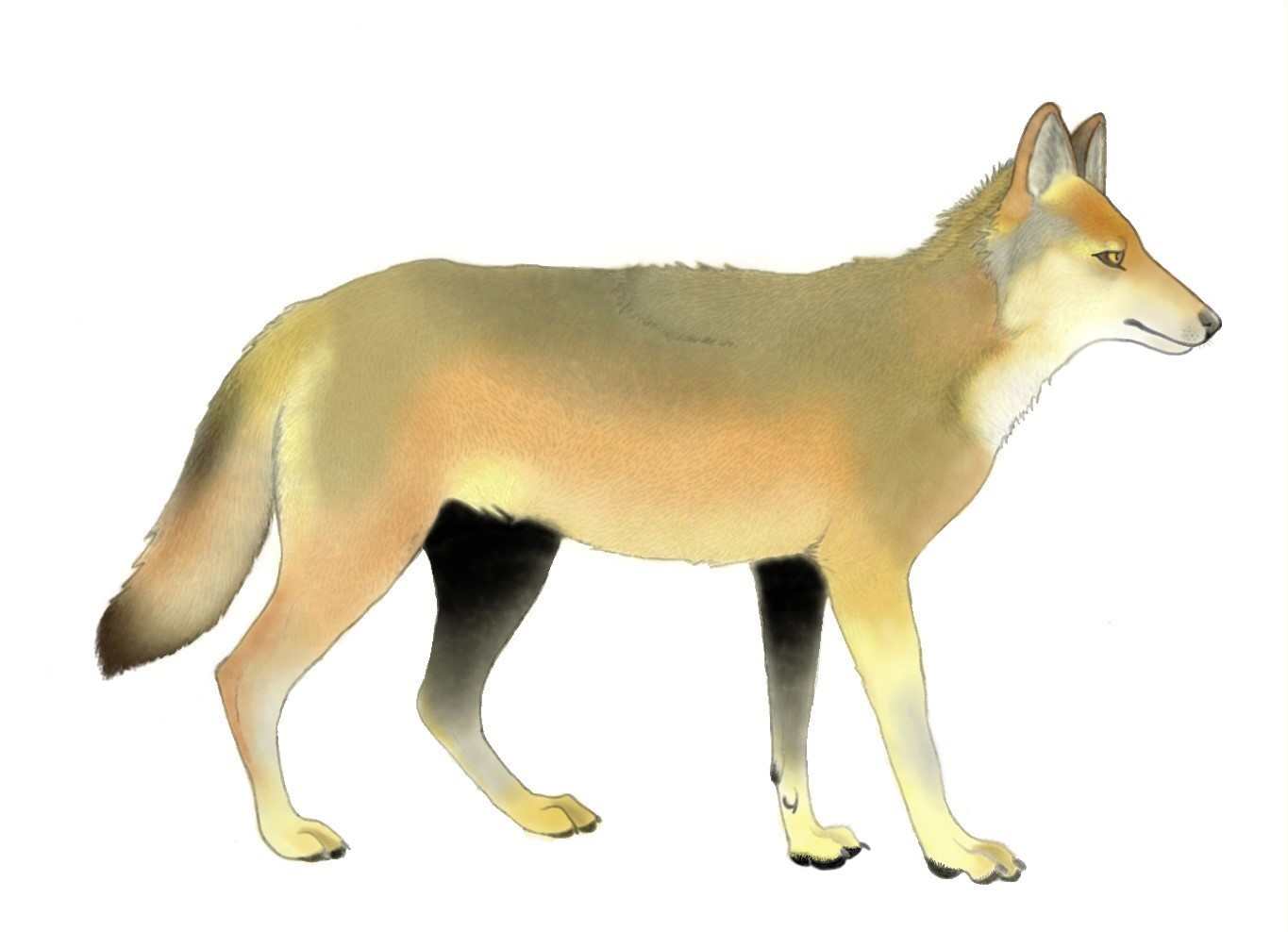
Phục hình C. othmani

      - C. apolloniensis (2.6–0.78 Mya)[76]
      - C. armbrusteri (Sói Armbruster) (1.8–0.012 Mya)
      - C. arnensis (Sói sông Arno) (2.6–0.78 Mya)
      - C. brevicephalus
      - C. cedazoensis (1.8–0.3 Mya)
      - C. chihliensis
      - C. cipio[d]
      - C. edwardii (23–0.78 Mya)
      - C. etruscus (Sói Etrusca) (2.6–0.13 Mya)
      - C. ferox  (4.9–2.6 Mya)
      - C. gezi
      - C. leilhardi
      - C. lepophagus (4.9–0.012 Mya)
      - C. longdanensis
      - C. mosbachensis (Sói Mosbach) (2.6–0.13 Mya)
      - C. nehringi
      - C. othmani[77]
      - C. palmidens
      - C. variabilis

    - Chi Cynotherium (0.13–0.012 Mya)
      - C. sardous (Sói lửa Sardinia) (0.13–0.012 Mya)

    - Chi Eucyon
      - E. adoxus
      - E. davisi (5.3–3.6 Mya)
      - E. intrepidus
      - E. monticinensis
      - E. odessanus
      - E. skinneri (13.6–10.3 Mya)
      - E. zhoui

    - Chi Lycaon
      - L. magnus
      - L. sekowei

    - Chi Mececyon
      - M. trinilensis

    - Chi Megacyon (3.6–2.6 Mya)
      - M. merriami (3.6–2.6 Mya)

    - Chi Nurocyon
      - N. chonokhariensis

    - Chi Xenocyon[e]
      - X. africanus
      - X. antonii
      - X. falconeri
      - X. lycaonoides (0.78–0.3 Mya)

  - Phân tông Cerdocyonina
    - Chi Cerdocyon
      - C. ensenadensis[78]
      - C. texanus (4.9–1.8 Mya)

    - Chi Nyctereutes
      - N. abdeslami (3.6–2.6 Mya)
      - N. donnezani
      - N. megamastoides (2.6–0.13 Mya)
      - N. sinensis
      - N. terblanchei
      - N. tingi

    - Chi Protocyon
      - P. orcesi (0.78–0.012 Mya)
      - P. scagliarum
      - P. troglodytes (0.13–0.012 Mya)

    - Chi Speothos
      - S. pacivorus (Chó lông rậm thế Canh Tân)

    - Chi Theriodictis (1.8 Mya)
      - T. floridanus (1.8 Mya)

- Tông Vulpini
  - Chi Ferrucyon[79]
    - F. avius (4.9–2.6 Mya)[79]

  - Chi Metalopex (10–4.9 Mya)
    - M. bakeri (10–4.9 Mya)
    - M. macconnelli (10–5.3 Mya)
    - M. merriami (10–5.3 Mya)

  - Chi Prototocyon
    - P. curvipalatus
    - P. recki

  - Chi Vulpes
    - V. alopecoides (2.5–0.13 Mya)
    - V. angustidens
    - V. beihaiensis
    - V. chikushanensis
    - V. galaticus
    - V. praecorsac (3.2–0.78 Mya)
    - V. praeglacialis
    - V. riffautae
    - V. skinneri
    - V. stenognathus (14–0.3 Mya)
    - V. qiuzhudingi[80]
- Urocyon
  - Chi Urocyon
    - U. minicephalus (1.8–0.3 Mya)
    - U. progressus (4.9–1.8 Mya)
- Nhánh Caninae cơ sở
  - Chi Leptocyon (31–10 Mya)
    - L. delicatus (31–20 Mya)
    - L. douglassi (31–26 Mya)
    - L. gregorii (25–20 Mya)
    - L. leidyi (20–14 Mya)
    - L. matthewi (14–10 Mya)
    - L. mollis (31–20 Mya)
    - L. tejonensis (14–10 Mya)
    - L. vafer (14–10 Mya)
    - L. vulpinus (20–16 Mya)
- Chưa phân loại
  - Chi Protemnocyon (34–33 Mya)
    - P. inflatus (34–33 Mya)

### Phân họ Borophaginae
- Tông Borophagini (26–1.8 Mya)
  - Chi Cormocyon (26–20 Mya)
    - C. copei (26–20 Mya)
    - C. haydeni (25–20 Mya)

  - Chi Desmocyon (20–16 Mya)
    - D. matthewi (20–16 Mya)
    - D. thomsoni (20–16 Mya)

  - Chi Euoplocyon (20–14 Mya)
    - E. brachygnathus (16–14 Mya)
    - E. spissidens (20–16 Mya)

  - Chi Metatomarctus (20–16 Mya)
    - M. canavus (20–16 Mya)

  - Chi Microtomarctus (16–14 Mya)
    - M. conferta (16–14 Mya)

  - Chi Protomarctus (16–14 Mya)
    - P. optatus (16–14 Mya)

  - Chi Psalidocyon (16–14 Mya)
    - P. marianae (16–14 Mya)

  - Chi Tephrocyon (16–14 Mya)
    - T. rurestris (16–14 Mya)

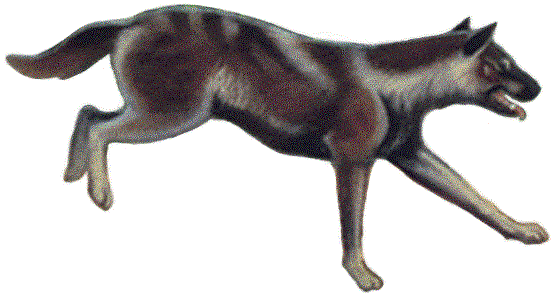
Phục hình Mesocyon

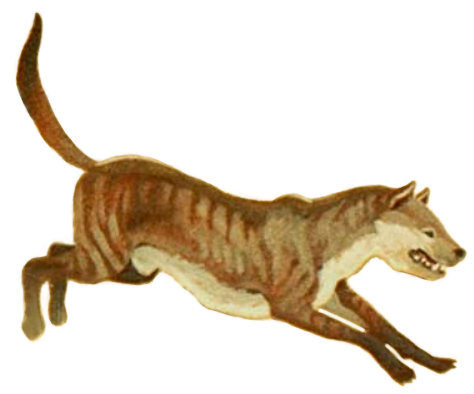
Phục hình Tephrocyon

  - Phân tông Aelurodontina (16–5.3 Mya)
    - Chi Aelurodon (16–5.3 Mya)
      - A. asthenostylus (16–14 Mya)
      - A. ferox (14–10 Mya)
      - A. mcgrewi (16–14 Mya)
      - A. montanensis (16–14 Mya)[81]
      - A. stirtoni (14–10 Mya)
      - A. taxoides (10–5.3 Mya)

    - Chi Tomarctus (16–14 Mya)
      - T. brevirostris (16–14 Mya)
      - T. hippophaga (16–14 Mya)

  - Phân tông Borophagina (16–1.8 Mya)
    - Chi Borophagus (14–1.8 Mya)
      - B. diversidens (4.9–1.8 Mya)
      - B. dudleyi (5.3–3.6 Mya)
      - B. hilli (5.3–3.6 Mya)
      - B. littoralis (14–10 Mya)
      - B. orc (5.3–4.9 Mya)
      - B. parvus (10–4.9 Mya)
      - B. pugnator (10–5.3 Mya)
      - B. secundus (10–4.9 Mya)

    - Chi Carpocyon (16–5.3 Mya)
      - C. compressus (16–14 Mya)
      - C. limosus (10–5.3 Mya)
      - C. robustus (14–10 Mya)
      - C. webbi (14–5.3 Mya)

    - Chi Epicyon (16–4.9 Mya)
      - E. aelurodontoides (10–4.9 Mya)
      - E. haydeni (10–4.9 Mya)
      - E. saevus (16–4.9 Mya)

    - Chi Paratomarctus (16–5.3 Mya)
      - P. euthos (14–10 Mya)
      - P. temerarius (16–5.3 Mya)

    - Chi Protepicyon (16–14 Mya)
      - P. raki (16–14 Mya)

  - Phân tông Cynarctina (16–10 Mya)
    - Chi Cynarctus (16–10 Mya)
      - C. crucidens (12–10 Mya)
      - C. galushai (16–14 Mya)
      - C. marylandica (16–14 Mya)
      - C. saxatilis (16–14 Mya)
      - C. voorhiesi (14–10 Mya)
      - C. wangi (16–14 Mya)[82]

    - Chi Paracynarctus (16–14 Mya)
      - P. kelloggi (16–14 Mya)
      - P. sinclairi (16–14 Mya)
- Tông Phlaocyonini (30.8–13.6 Mya)
  - Chi Cynarctoides (31–14 Mya)
    - C. acridens (20–14 Mya)
    - C. emryi (20–16 Mya)
    - C. gawnae (20–16 Mya)
    - C. harlowi (25–20 Mya)
    - C. lemur (31–20 Mya)
    - C. luskensis (25–20 Mya)
    - C. roii (31–26 Mya)

  - Chi Phlaocyon (31–16 Mya)
    - P. achoros (25—20 Mya)
    - P. annectens (25–20 Mya)
    - P. latidens (31–20 Mya)
    - P. leucosteus (20–16 Mya)
    - P. mariae(20–16 Mya)
    - P. marslandensis (20–16 Mya)
    - P. minor (25–16 Mya)
    - P. multicuspus (25–20 Mya)
    - P. taylori (31–25 Mya)[83]
    - P. yatkolai (20–16 Mya)
- Nhánh Borophaginae cơ sở
  - Chi Archaeocyon (31–20 Mya)
    - A. falkenbachi (31–20 Mya)
    - A. leptodus (31–26 Mya)
    - A. pavidus (31–26 Mya)

  - Chi Otarocyon (34–26 Mya)
    - O. cooki (31–26 Mya)
    - O. macdonaldi (34–33 Mya)

  - Chi Oxetocyon (33–31 Mya)
    - O. cuspidatus (33–31 Mya)

  - Chi Rhizocyon (31–20 Mya)
    - R. oregonensis (31–20 Mya)

### Phân họ Hesperocyoninae

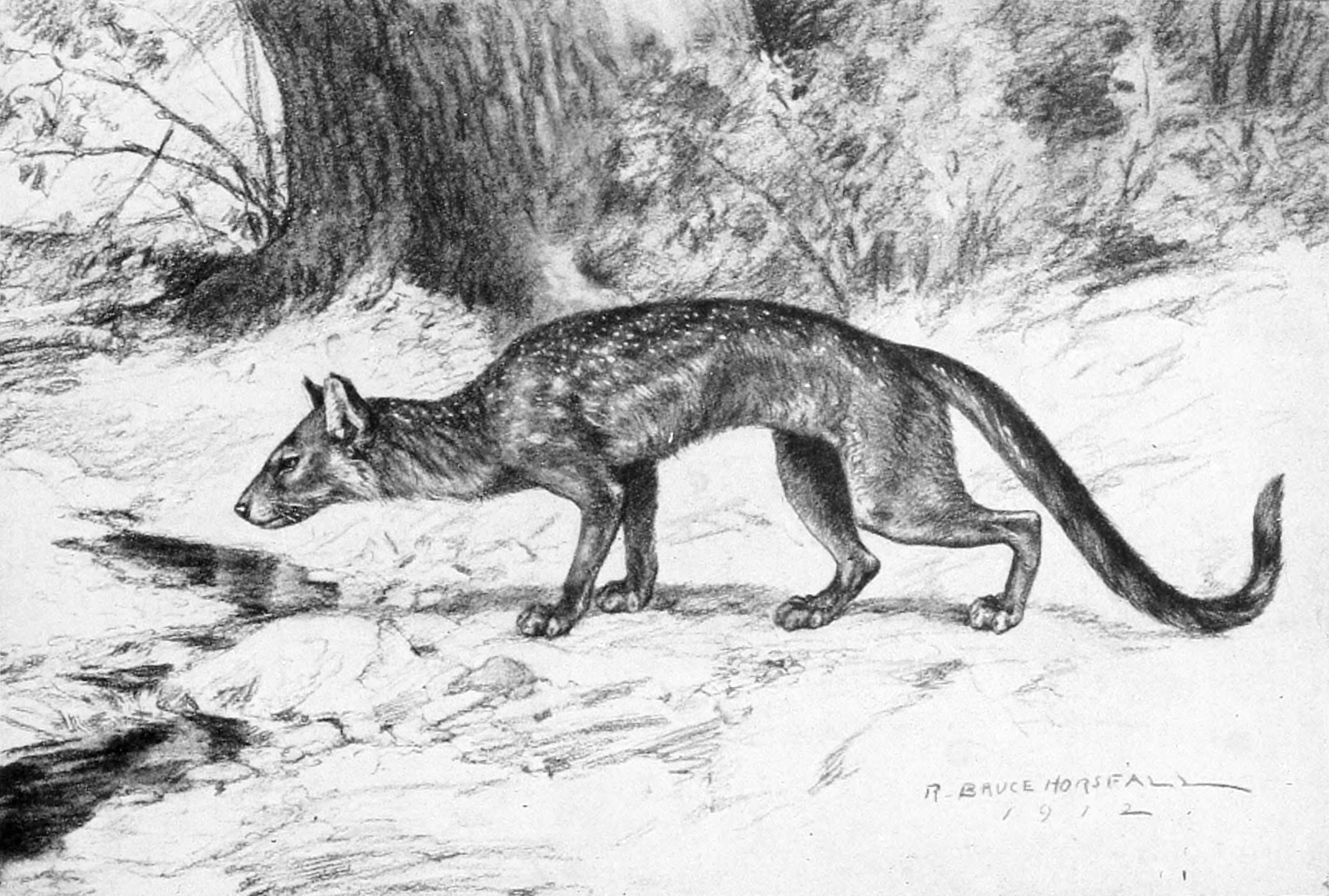
Phục hình H. gregarius

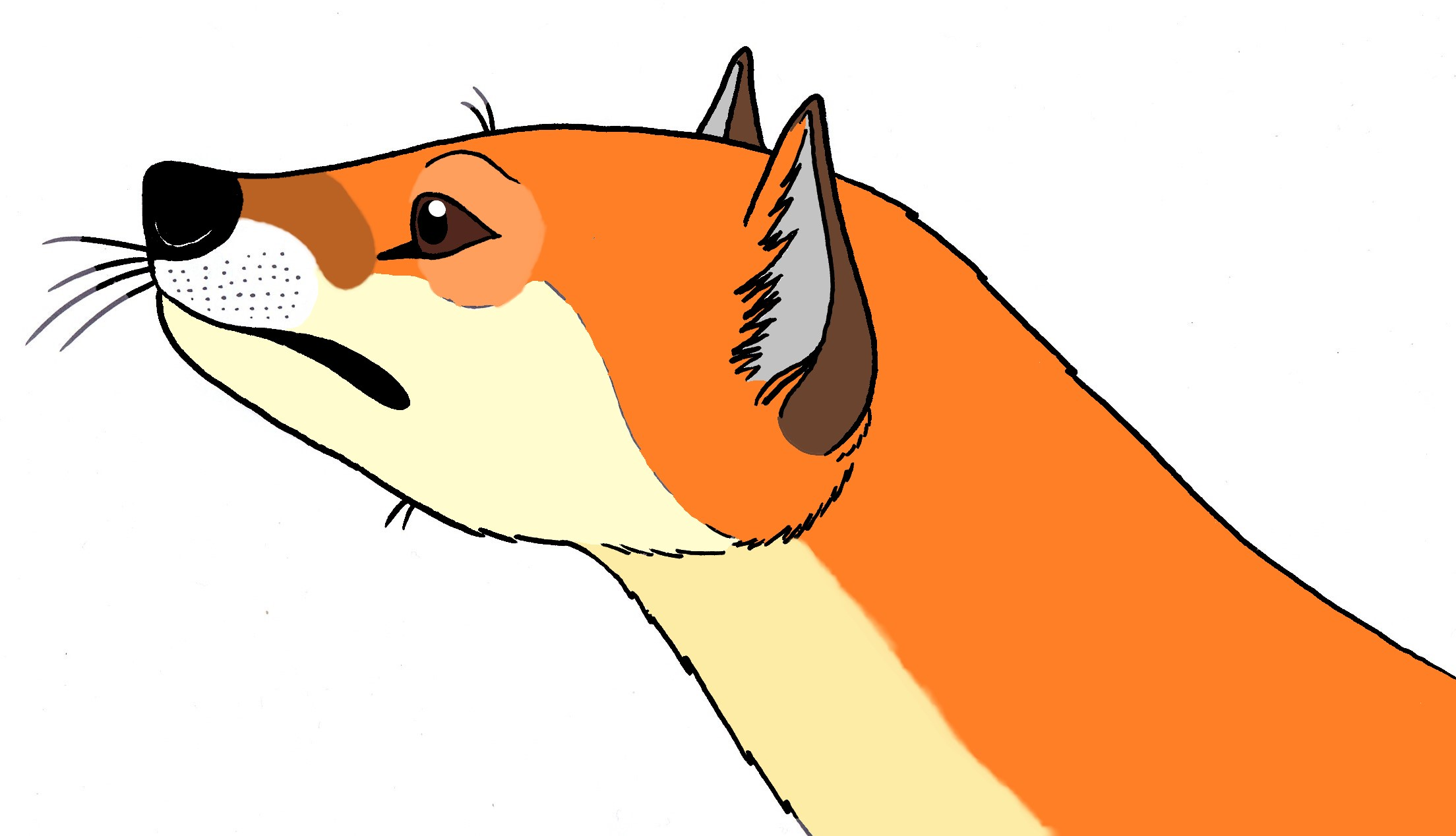
Phục hình đầu Hesperocyon

- Chi Cynodesmus (31–20 Mya)
  - C. martini (31–20 Mya)
  - C. thooides (31–26 Mya)
- Chi Caedocyon (31–20 Mya)
  - C. tedfordi (31–20 Mya)
- Chi Ectopocynus (31–16 Mya)
  - E. antiquus (31–20 Mya)
  - E. intermedius (31–20 Mya)
  - E. siplicidens (20–16 Mya)
- Chi Enhydrocyon (31–20 Mya)
  - E. basilatus (25–20 Mya)
  - E. crassidens (26–20 Mya)
  - E. pahinsintewkpa (26–20 Mya)
  - E. stenocephalus (31–20 Mya)
- Chi Hesperocyon (37–31 Mya)
  - H. coloradensis (34–33 Mya)
  - H. gregarius (37–31 Mya)
- Chi Mesocyon (33–20 Mya)
  - M. brachyops (31–20 Mya)
  - M. coryphaeus (31–20 Mya)
  - M. temnodon (33–20 Mya)
- Chi Osbornodon (33–14 Mya)
  - O. brachypus (20–16 Mya)
  - O. fricki (16–14 Mya)
  - O. iamonensis (20–16 Mya)
  - O. renjiei (33–31 Mya)
  - O. scitulus (21–16 Mya)[84]
  - O. sesnoni (31–20 Mya)
  - O. wangi (31–20 Mya)[83]
- Chi Paraenhydrocyon (25–20 Mya)
  - P. josephi (25–20 Mya)
  - P. robustus (25–20 Mya)
  - P. wallovianus (25–20 Mya)
- Chi Philotrox (31–26 Mya)
  - P. condoni (31–26 Mya)
- Chi Prohesperocyon (37–34 Mya)
  - P. wilsoni (37–34 Mya)
- Chi Sunkahetanka (31–26 Mya)
  - S. geringensis (31–26 Mya)